# Nickelsville
Nickelsville és una població dels Estats Units a l'estat de Virgínia. Segons el cens del 2000 tenia 448 habitants.

## Demografia
Segons el cens del 2000, Nickelsville tenia 448 habitants, 184 habitatges, i 117 famílies. La densitat de població era de 360,4 habitants per km².
Dels 184 habitatges en un 28,3% hi vivien nens de menys de 18 anys, en un 52,2% hi vivien parelles casades, en un 9,8% dones solteres, i en un 35,9% no eren unitats familiars. En el 34,2% dels habitatges hi vivien persones soles el 20,1% de les quals corresponia a persones de 65 anys o més que vivien soles. El nombre mitjà de persones vivint en cada habitatge era de 2,33 i el nombre mitjà de persones que vivien en cada família era de 2,97.
Per edats la població es repartia de la següent manera: un 21,9% tenia menys de 18 anys, un 9,8% entre 18 i 24, un 21,7% entre 25 i 44, un 26,3% de 45 a 60 i un 20,3% 65 anys o més.
L'edat mediana era de 43 anys. Per cada 100 dones de 18 o més anys hi havia 78,6 homes.
La renda mediana per habitatge era de 20.250 $ i la renda mediana per família de 31.750 $. Els homes tenien una renda mediana de 21.528 $ mentre que les dones 25.625 $. La renda per capita de la població era d'11.871 $. Entorn del 15,2% de les famílies i el 26,7% de la població estaven per davall del llindar de pobresa.

## Poblacions més properes
El següent diagrama mostra les poblacions més properes.